# Erdoğanisme

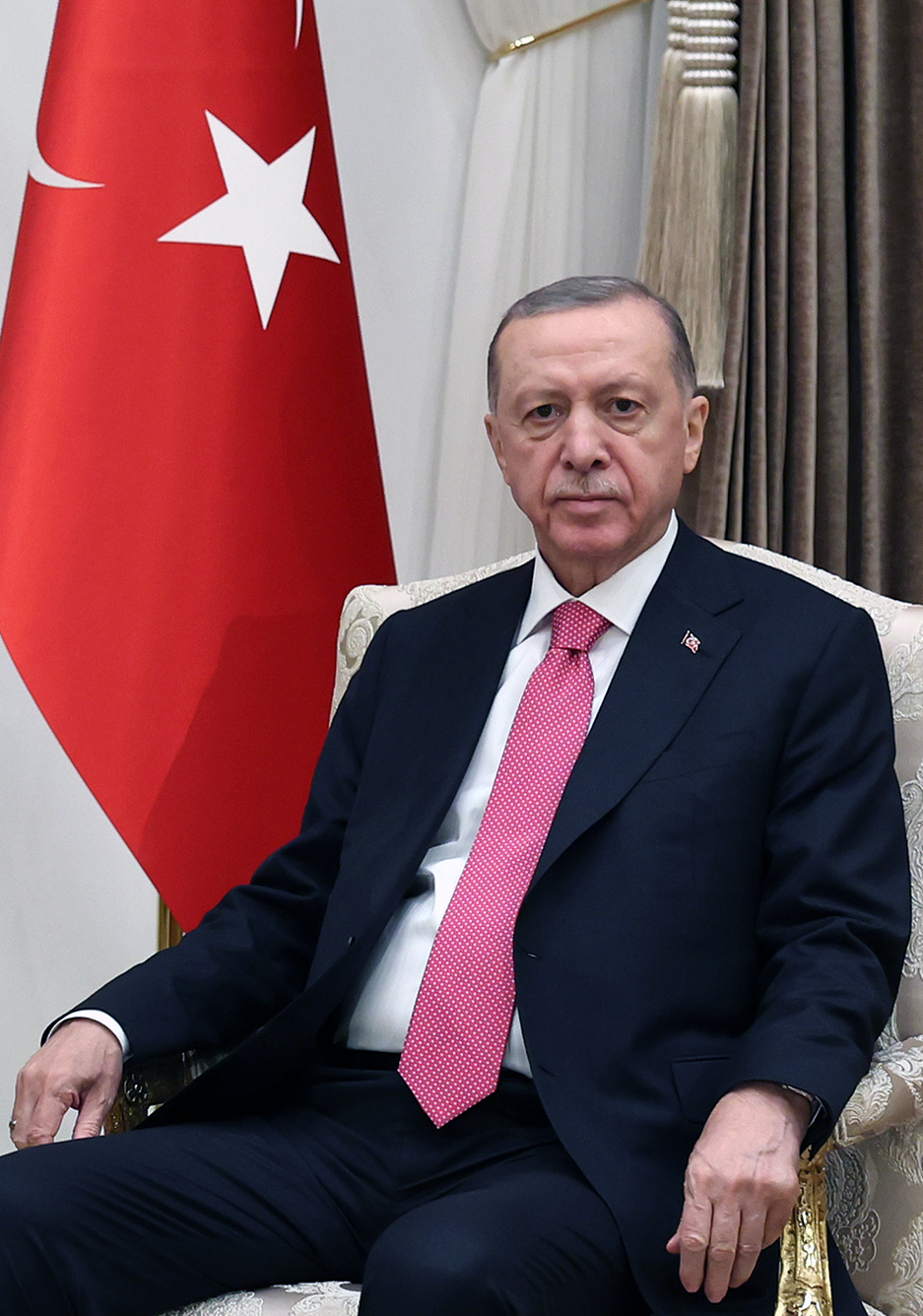
Recep Tayyip Erdoğan en 2023.

Le terme d’erdoğanisme fait référence aux idées politiques ainsi qu'à la pratique du pouvoir de Recep Tayyip Erdoğan, Premier ministre de la Turquie de 2003 à son élection à la présidence, en 2014. Ce courant politique est issu du conservatisme turc et est hégémonique au sein du parti AKP, fondé par Erdoğan en 2001.

## Vue d'ensemble
L'erdoğanisme s'inscrit dans la tradition politique de la démocratie conservatrice, avec des éléments de pouvoir personnel. Il est fondé sur une conception providentielle et centralisée du gouvernement, dont la légitimité est assurée par le suffrage plus que par le principe de séparation des pouvoirs. Viktor Orbán voit dans l'erdoğanisme une version turque de la démocratie illibérale,. L'erdoğanisme va de pair avec le libéralisme économique.
L'erdoğanisme renvoie ainsi plus au régime politique qu'à l'idéologie. Il présente quatre caractéristiques principales :
- l'autoritarisme comme système électoral ;
- le néo-patrimonialisme comme système économique ;
- le populisme comme stratégie politique ;
- et l'islamisme comme idéologie politique[4].

L'erdoğanisme suppose également la suppression des passages de la Constitution turque qui seraient incompatibles avec la conception de Recep Tayyip Erdoğan, dont la laïcité. Les partisans de l'erdoğanisme sont généralement opposés à l'occidentalisation et prônent un retour aux valeurs traditionnelles de l'Empire ottoman. Ils s'adonnent également à un culte de la personnalité.

## Impact
L'erdoğanisme a été décrit comme le « phénomène politique le plus fort en Turquie depuis le kémalisme » et a été embrassé par de larges segments de la société turque. Pour le journaliste turc Mustafa Akyol (en), l'erdoganisme est en passe de remplacer le kémalisme en tant qu'« idéologie officielle » de la Turquie.